# Cauloramphus spiniferum
Cauloramphus spiniferum är en mossdjursart som först beskrevs av Johnston 1832.  Cauloramphus spiniferum ingår i släktet Cauloramphus och familjen Calloporidae. Arten är reproducerande i Sverige. Inga underarter finns listade i Catalogue of Life.